# Emrullah Yıldırım
Emrullah Yıldırım (* 3. Juni 1996 in Muş) ist ein türkischer Fußballspieler.

## Karriere
Yıldırım begann mit dem Vereinsfußball in der Jugend von Sungu Belediyespor. Anschließend spielte er für die Nachwuchsmannschaften von Boluspor.
Zur Saison 2015/16 wurde er erst am Training der Profimannschaft Boluspors beteiligt und gab schließlich am 14. August 2015 in der Ligabegegnung gegen Kayseri Erciyesspor sein Profidebüt. Im Frühjahr 2014 hatte er von seinem Klub auch einen Profivertrag erhalten. Für die Rückrunde der Saison 2016/17 wurde er an den Viertligisten Afjet Afyonspor ausgeliehen.